# Dirk Barend Kagenaar

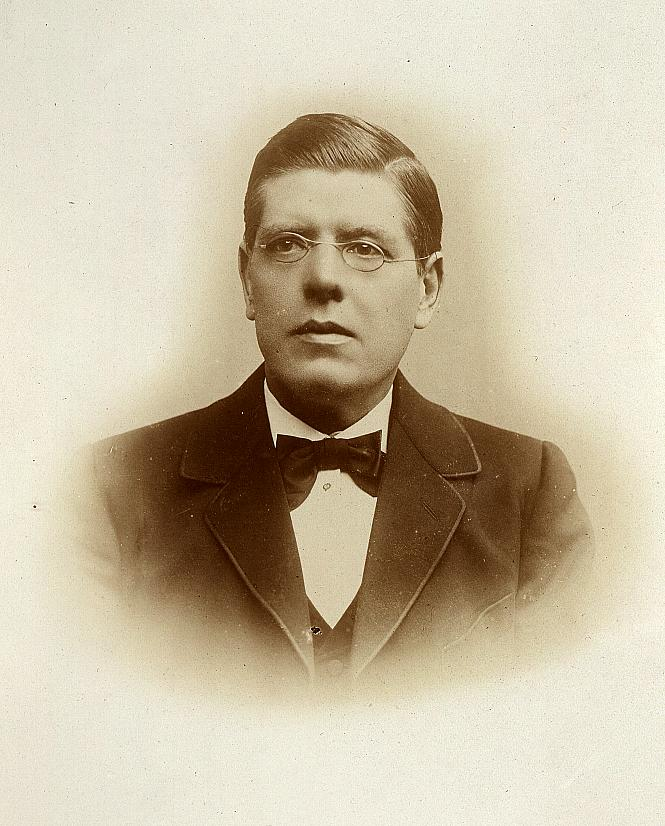
Dirk Barend Kagenaar

Dirk Barend Kagenaar (ur. 1843, zm. 11 marca 1924 w Utrechcie) – holenderski wynalazca, fizjolog.
Uczył się u Pietera Hartinga. Od 1860 asystent w laboratorium fizjologicznym Uniwersytetu w Utrechcie. Przez następne trzydzieści lat współpracował z fizjologami: Dondersem, Snellenem, Engelmannem, Pekelharingiem i Zwaardemakerem. Z czasem otworzył własną firmę produkującą przyrządy fizjologiczne. Około 1881 opatentował astygmometr.

## Wybrane prace
- Ein neues Chronoskop für das Registrieren der chronographischen Kurven auf dem allgemeinen Registrierapparat (Kymographion). Utrecht 1895
- Pansphygmograph nach Dr. P. Q. Brondgeest: Verfertigt von D. B. Kagenaar, seit 1860 Mechaniker am Physiologischen Laboratorium der Utrechtschen Reichs-Universität. Utrecht 1895
- Allgemeiner Registier-Apparat (Kymographion): Verfertigt von D. B. Kagenaar, seit 1860 Mechamiker und Amanuensis am Physiologischen Laboratorium der Reichs-Universität in Utrecht (Holland). Utrecht 1895